# Ortviken
Ortviken är en stadsdel i Sundsvall med framför allt bostadsrättslägenheter, belägen öster om stadsdelen Skönsberg. Både Ortviken och Skönsberg tillhör stadsdelsområdet Skönsberg. Ortviken ligger cirka 3 km från Sundsvalls centrum och cirka 1 km från Skönsbergs centrum.
Lokalt kallas området Korsta för att särskilja det från Ortvikens pappersbruk som ligger alldeles söder om stadsdelen. På officiella kartor skrivs dock Ortviken. Det egentliga Korsta ligger i tätortsområdet Tunadal cirka 1,5 kilometer nordost om Ortviken. 
I Ortviken finns några enstaka restauranger eller serveringar. 